# Henrik Dam Thomsen
Henrik Dam Thomsen er en dansk cellist, født i 1973 og uddannet i København, London og Bloomington (Indiana, USA), hos prominente navne som Morten Zeuthen, Torleif Thedeen, William Pleeth og Janos Starker.
Han har siden 1999 været ansat som 1. solocellist i DR Symfoniorkestret og med dette orkester, turneret verden over med dirigenter som Yuri Termikanov, Kurt Sanderling, Herbert Blomstedt, Rafael Frübeck de Burgos og Fabio Luisi.
Utallige koncerter i Europa, USA og Asien som solist med orkester og som kammermusiker med bl.a. Sartory Quartet, Copenhagen Cello Quartet og DR Pigekoret. Desuden mangeårigt samarbejde med pianisten, Ulrich Stærk, hammondorganist og komponist Anders Koppel og hans søn, saxofonist, Benjamin Koppel.
Henrik Dam Thomsen medvirker på over 100 CD indspilninger (6 i eget navn). Han har markeret sig som improvisationsmusiker og har optrådt med en lang række danske og internationale jazz-stjerner og medvirker desuden på en række pris-vindende filmmusik-scores. Mest bemærkelsesværdig er nok hans medvirken på flere Robert-vindende soundtracks til Lars von Triers film.
 Der er for få eller ingen kildehenvisninger i denne artikel, hvilket er et problem. Du kan hjælpe ved at angive troværdige kilder til de påstande, som fremføres i artiklen.